# Dendrobium pachyphyllum
Dendrobium pachyphyllum là một loài thực vật có hoa trong họ Lan. Loài này được (Kuntze) Bakh.f. mô tả khoa học đầu tiên năm 1963.